# Watermead (Buckinghamshire)
Watermead – wieś w Anglii, w hrabstwie Buckinghamshire, w dystrykcie (unitary authority) Buckinghamshire. Leży 60 km na północny zachód od centrum Londynu. W 2001 miejscowość liczyła 2333 mieszkańców.